# Sven Ivar Seldinger
Sven Ivar Seldinger, né le 19 avril 1921 à Mora en Dalécarlie et mort le 21 février 1998 dans la même ville, est un radiologue suédois. En 1953, il introduit la technique qui porte son nom et désigne un protocole de soins mis en œuvre lors du cathétérisme d'un vaisseau sanguin ou d'une cavité afin d'en garantir un accès sécurisé.

## Biographie
Sven Ivar Seldinger est né le 19 avril 1921 en Dalécarlie, province du centre de la Suède. Il commence ses études de médecine en 1940  à l'Institut Karolinska. Après avoir été diplômé en médecine en 1948, il se spécialise en radiologie. Alors qu'il fréquente l'Hôpital universitaire Karolinska, il lui vient l'idée du moyen de mettre en place des cathéters qui soient capables d'atteindre n'importe quelle artère de l'organisme humain. Il devient spécialiste en radiologie en 1967 après avoir soutenu avec succès sa thèse sur la cholangiographie percutanée transhépatique. Il démontre que l'on peut insérer un cathéter par l'artère fémorale et atteindre les artères parathyroïdes ou les artères rénales.
En 1975, l'Académie de médecine de New York lui décerne le prix « Valentine ».  L'Association suédoise de radiologie et la German Roentgen Association le font membre honoraire de leurs organisations.
Seldinger décède à son domicile de Dalécarlie en Suède le 21 février 1998, laissant sa femme et trois filles.

## Technique de Seldinger
La technique de Seldinger est une procédure médicale permettant un accès sécurisé aux vaisseaux sanguins et à tout organe creux. Elle est utilisée en pour l'insertion de guide pour l'implantation de stimulateur cardiaque ou de défibrillateur, de cardioversion et de nombreuses autres procédures médicales.
Seldinger publie initialement sa technique en 1953 dans les Acta Radiologica, technique qualifiée d'évolution substantielle de la procédure initialement décrite par le docteur P.L. Farinas en 1942. Cette nouvelle technique introduit l'usage d'un guide flexible pour diriger les cathéters jusqu'à la zone souhaitée de l'organisme.